# Pascal Boucherit
Pour les articles homonymes, voir Boucherit.
Pascal Boucherit, né le 7 août 1959 à Angers, est un kayakiste français, médaillé olympique en course en ligne.

## Carrière
Aux Jeux olympiques d'été de 1984 à Los Angeles, Pascal Boucherit remporte la médaille de bronze de l'épreuve de kayak à quatre en 1 000 m, avec Philippe Boccara, François Barouh et Didier Vavasseur.
Aux Championnats du monde de course en ligne, il remporte quatre médailles en K-2 avec Philippe Boccara; trois médailles d'or en 1985 (1 000 m), 1987 et 1991 (10 000 m) et une médaille d'argent en 1987 (1 000 m).